# Jack Sound
Jack Sound är ett sund i Storbritannien.   Det ligger i kommunen Pembrokeshire och riksdelen Wales, i den sydvästra delen av landet, 400 km väster om huvudstaden London.